# IC 4164
IC 4164 је спирална галаксија у сазвјежђу Береникина коса која се налази на листи објеката дубоког неба у Индекс каталогу.
Деклинација објекта је + 20° 32' 49" а ректасцензија 13h 5m 14,5s. Привидна величина (магнитуда) објекта IC 4164 износи 15,2 а фотографска магнитуда 16,0.